# 袋唇兰属
袋唇兰属（学名：Hylophyla）是兰科下的一个属，为陆生兰。该属共有6种，分布于热带亚洲。